# Eduard Künneke
Eduard Künneke   (Emmerich, 27 de gener de 1885 - Berlín Oest, 27 d'octubre de 1953) fou un compositor d'òperes i operetes alemany.

## Biografia
Künneke, fill d'un home de negocis, va estudiar musicologia i història de la literatura a Berlín del 1903 al 1905. Del 1905 al 1906 va assistir a classes magistrals amb Max Bruch. De 1907 a 1909 va treballar com a répétiteur i director de cor al Theater am Schiffbauerdamm. De 1908 a 1910 també va treballar com a director d'orquestra a la discogràfica Odeon. De 1910 a 1911 va ser mestre de capella del Teatre Alemany de Berlín. Després que la seva òpera Robins Ende (1909) fos representada en 38 escenaris alemanys després de la seva estrena al Teatre Nacional de Mannheim, va abandonar la funció de director de cor. Des del 1906 va ser professor d'acompanyament vocal al Conservatori Stern.
Durant la seva etapa com a mestre de capella amb Max Reinhardt, Künneke va compondre música escènica per a la producció Faust II de Johann Wolfgang von Goethe.
Va reeixir a representar moltes de les seves operetes, però no va conèixer l'èxit fins a la creació del la seva opereta Der Vielgeliebter al Berliner Theater am Nollendorfplatz el 1919. La seva obra més famosa és l'opereta Der Vetter aus Dingsda (1921). Moltes de les seves cançons encara són èxits actuals. El seu concert de piano i la Tänzerische Suite per a banda de jazz i gran orquestra són obres amb un nivell molt superior i es poden classificar com a música lleugera sofisticada 
En 1921 va compondre la música del film La muller del faraó del cineasta alemany Ernst Lubitsch.

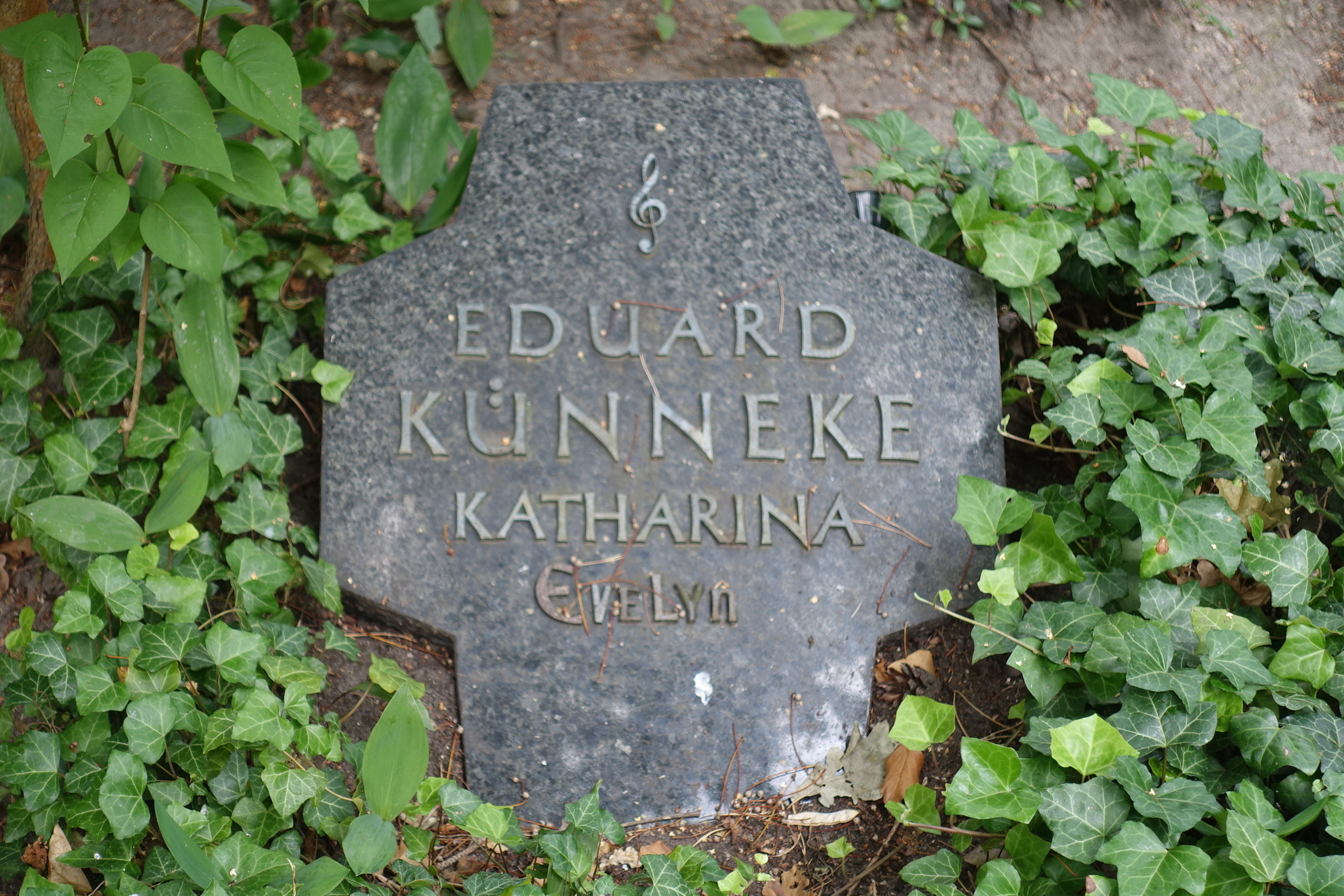
Tomba d'Eduard Künneke al Cementiri de Heerstrasse a Berlin-Westend

El 1926, quan es va estrenar la seva opereta Lady Hamilton a Breslau, va iniciar una llarga amistat amb el director d'orquestra Franz Marszalek. Aquest era un fervent defensor de la música de Künneke, durant el seu contracte amb la Westdeutscher Rundfunk de Colònia (1949-1965), va realitzar nombrosos enregistraments de les seves obres amb l'Orquestra de la Ràdio de Colònia i l'Orquestra Simfònica de la WDR de Colònia.
Künneke es va casar el 1908, en el seu primer matrimoni, amb la cantant d'òpera Grethe Polkowski (* 1880), de qui es va divorciar el 1919,i el 1920 es va tornar casar, aquest cop amb la soprano Katharina Müller (1882-1967). La seva segona esposa era filla de l'actor Hugo Müller (1847-1902) i actuava amb el nom de "Katharina Garden"; l'actriu i cantant Evelyn Künneke prové d'aquest matrimoni.
Eduard Künneke va morir després d'una llarga malaltia el 27 d'octubre de 1953 a la clínica de Berlín Occidental Heckeshorn per insuficiència cardíaca. La seva tomba es troba al cementiri estatal de Heerstrasse, a Berlín-Westend (lloc sepulcral: II-W7-71). Descansa allà al costat de la seva esposa Katharina i a prop de la filla Evelyn.
El seu llegat es troba a l'arxiu de l'Acadèmia de les Arts de Berlín.

## Obres (selecció)

### Òperes
- 1909. Robins Ende
- 1913. Coeur As
- 1931. Nadja
- 1935. Die grobe Sündern
- Walther von der Vogelweide

### Operetes
- 1921. Der Vetter aus Dingsda
- 1921. Die Ehe im Kreise
- 1923. Casino-Girls
- 1926. Riki-Tiki

### Obres intrumentals
- Flegeljahre. Tres peces orquestrals basades en la novel·la del mateix nom de Jean Paul, opus 9
- Concert per a piano en la bemoll major
- 1929: Tänzerische Suite. Concerto grosso en 5 moviments per a banda de jazz i gran orquestra, opus 26
- Suite Blumenwunder núm. 1 i 2
- Obertures